# Krzydłowiczki
Krzydłowiczki – przysiółek wsi Stare Strącze w Polsce, położony w województwie lubuskim, w powiecie wschowskim, w gminie Sława.
W latach 1975–1998 przysiółek administracyjnie należał do województwa zielonogórskiego.